# Кінетин

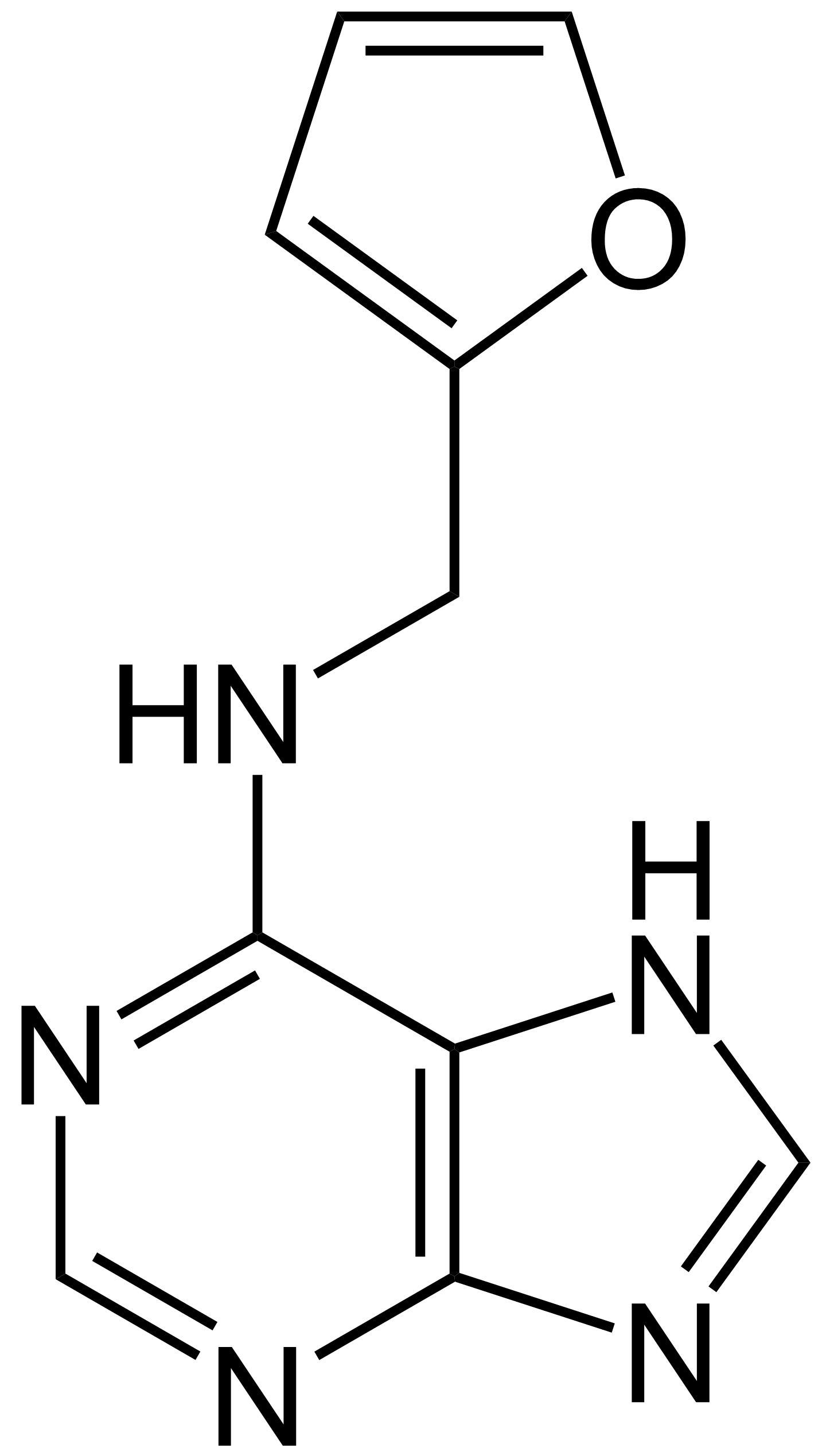
Хімічна формула кінетину

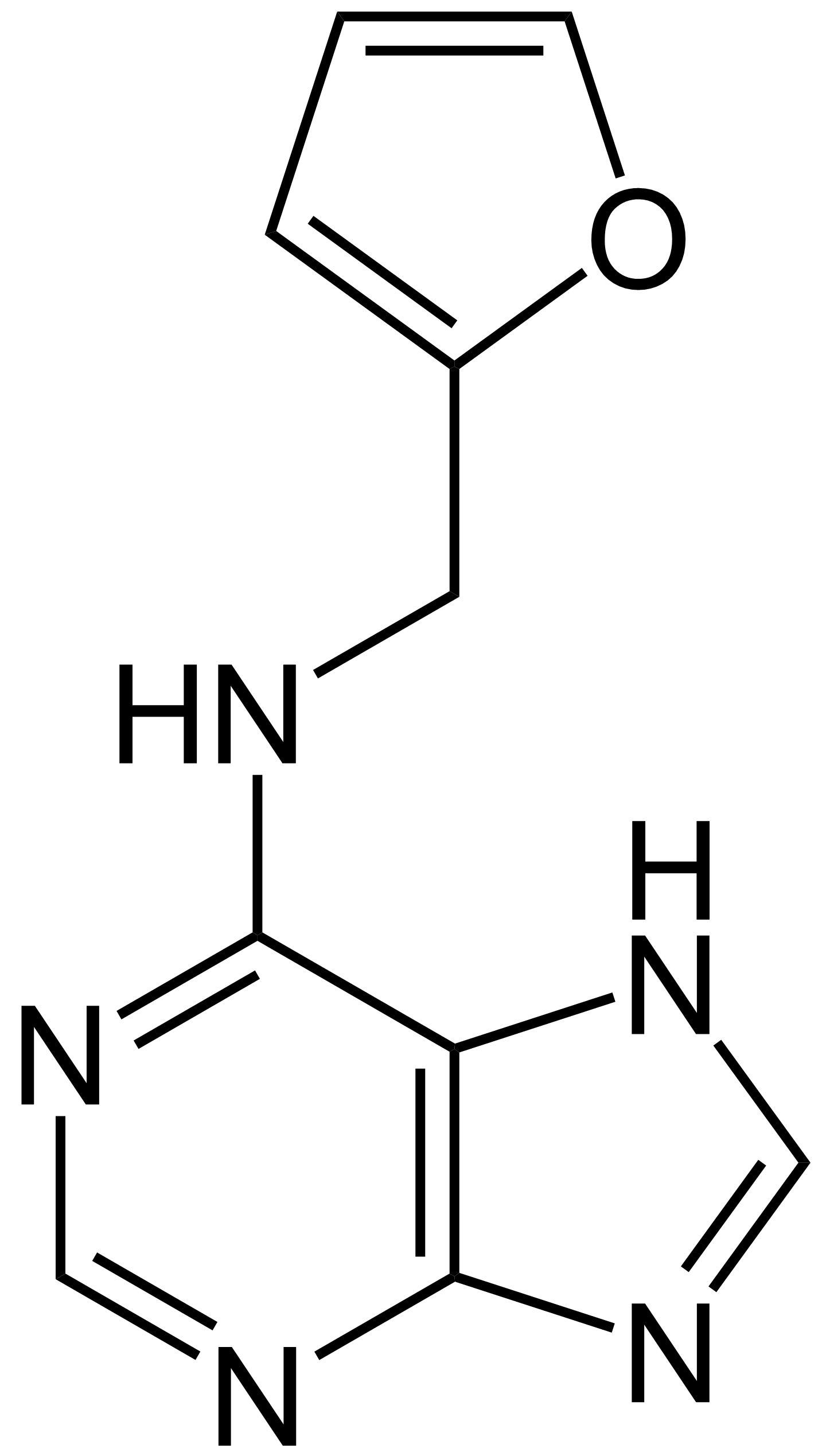
Хімічна формула кінетину

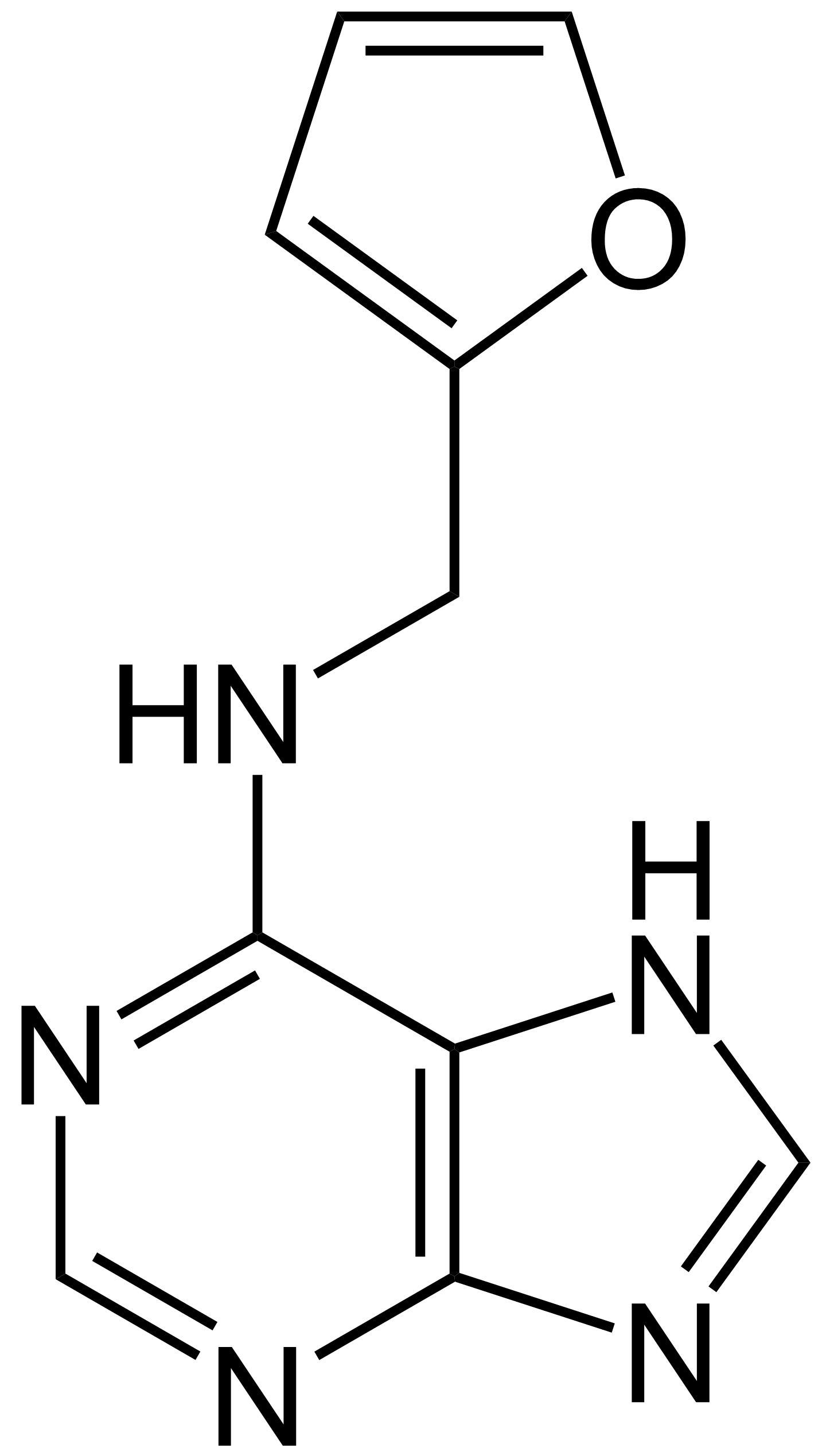
Хімічна формула кінетину

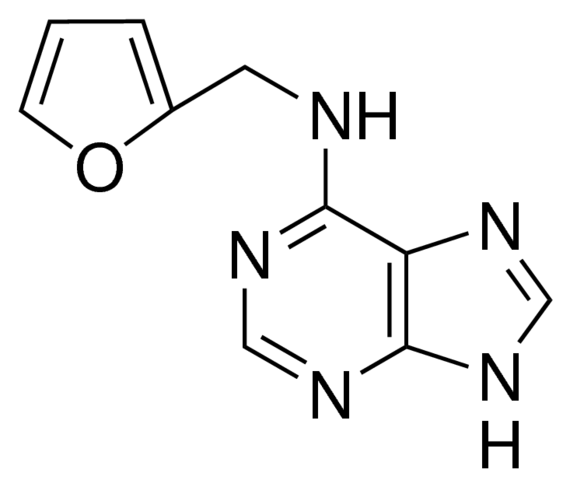
Хімічна формула кінетину

Кінетин (/'kaɪnɪtɪn/) — (емпірична формула C10H9N5O) це тип цитокінів, що належить до класу рослинних гормонів, та сприяє поділу клітин. Кінетин був спочатку виділений Карлосом Міллером  та Скугом у співавт.  як сполука з автоклавованої ДНК сперми оселедця, що має активність, яка стимулює поділ клітин. Сполуку назвали кінетином завдки його здатності індукувати поділ клітин за умови, що в середовищі присутній ауксин.
Кінетин досить часто використовується в культурах рослинних тканин для індукування утворення калюсу у поєднанні з ауксином та для регенерації тканин пагонів з калюсу з меншою концентрацією ауксину.
Довгий час вважалося, що кінетин виробляється із залишків дезоксиаденозину в ДНК, що руйнуються при нагріванні під час процедури ізоляції. Раніше вважалося, що кінетин не зустрічається в природі, але, починаючи з 1996 року, було показано, що кінетин природним чином існує в ДНК клітин майже всіх організмів, включаючи людину та різні рослини, які досі тестувалися.
Наразі вважається, що механізм виробництва кінетину в ДНК полягає в утворенні фурфуролу — продукту окиснення дезоксирибози в ДНК — і його гасіння шляхом перетворення аденінової основи в N6-фурфуриладенін, кінетин.

## Історія
У 1939 році P. A. C.  Nobécourt (Париж) виділив першу постійну культуру калюсу з коренеплодів моркви ( Daucus carota ). Дану культуру можна зберігати вічно шляхом послідовних пересаджень на свіжий поживний агар.  Трансплантація повинна відбуватися кожні три-вісім тижнів. Культури калюсу не є культурами клітин, оскільки в них культивуються цілі тканинні асоціації. Хоча багато клітин зберігають здатність до поділу, це не є однаковим для всіх. Однією з головних причин цього є анеуплоїдія ядер і, як наслідок, несприятливі хромосомні поєднання. 
У 1941 р. Й. ван Овербік (Rijksuniversiteit Utrecht) використав кокосове молоко як новий компонент живильного середовища для культур калюсу. Кокосове молоко - є рідким ендоспермом. Він стимулює ріст ембріона, якщо надходить до нього під час живлення. Результати, що були отримані з культур калюсу, показали, що його активні компоненти також стимулюють ріст чужорідних клітин.
У 1954 р. Ф. Скуг (Університет Вісконсіна, Медісон) розробив методику генерації культури пухлинної раньової тканини з ізольованих частин пагонів тютюну ( Nicotiana tabacum ).  Калюс, що розвився, ріс з доданням дріжджового екстракту, кокосового молока та старих препаратів ДНК. Свіжоприготовлена ДНК не давала бажаного результату, але ставала ефективнішою після автоклавування. Це призвело до висновку, що один з продуктів розпаду кінетину необхідний для росту і поділу клітин. Речовина була охарактеризована, отримала назву кінетин і була класифікована як фітогормон .